# Società Sportiva Virtus Spoleto 1942-1943
Questa voce raccoglie le informazioni riguardanti la Società Sportiva Virtus Spoleto nelle competizioni ufficiali della stagione 1942-1943.